# Warcraft III: Reign of Chaos
Vous lisez un « bon article » labellisé en 2014.
Warcraft III: Reign of Chaos est un jeu vidéo de stratégie en temps réel (STR) développé par Blizzard Entertainment. Il s'agit du troisième volet de la série Warcraft et du quatrième jeu de stratégie en temps réel développé par le studio après Warcraft: Orcs and Humans, Warcraft II: Tides of Darkness et StarCraft ayant connu de solides succès critiques et commerciaux. Les versions PC et Macintosh sont publiées en Amérique du Nord par Blizzard Entertainment le 3 juillet 2002, et en Europe par Sierra Entertainment le 5 juillet 2002. Le jeu se déroule dans le monde médiéval-fantastique d'Azeroth plusieurs années après les événements de Warcraft II: Beyond the Dark Portal. En plus des humains et des orcs déjà présents dans les deux premiers opus de la série, Warcraft III permet au joueur de commander deux nouvelles factions, les elfes de la nuit et les morts-vivants. Le jeu se distingue de son prédécesseur par ses graphismes entièrement en trois dimensions mais également par l'introduction d'un système de héros inspiré des jeux de rôle. À sa sortie, le jeu est très bien accueilli par la presse spécialisée, et il connaît rapidement un important succès commercial avec plus d’un million d'exemplaires vendus un mois après parution et trois millions d'exemplaires vendus en moins d'un an. Le jeu est récompensé à de nombreuses reprises l’année de sa sortie avec notamment six titres de meilleur jeu PC de l’année et de nombreux titres de meilleur jeu de stratégie de l’année décernés par des sites et des magazines spécialisés.
Warcraft III bénéficie d'une extension, intitulée Warcraft III: The Frozen Throne, publiée par Blizzard Entertainment le 1er juillet 2003. Comme le jeu original, celle-ci est bien accueillie par les critiques et rencontre rapidement un certain succès commercial avec plus d’un million d'exemplaires vendus en moins de deux mois. Aucune suite n'a été annoncée à ce jour mais en 2004, Blizzard a publié un jeu de rôle en ligne massivement multijoueur intitulé World of Warcraft basé sur l’univers du jeu. Avec plus de onze millions d'abonnés en 2011, celui-ci reste l'un des jeux les plus célèbres dans le monde. En 2020, Blizzard sort Warcraft III: Reforged, une version remasterisée de Warcraft III et son extension.

## Trame

### Univers
Warcraft III prend place dans un monde imaginaire de type médiéval-fantastique appelé Azeroth dans lequel se déroulait l’action des deux premiers opus de la série Warcraft. L’histoire se déroule plusieurs années après les événements de Warcraft II au cours desquels le portail ayant permis aux Orcs d’envahir Azeroth avait été définitivement détruit.
À la suite de la victoire des Humains, les Orcs restants sur Azeroth sont emprisonnés dans des camps et perdent peu à peu leur soif de sang. Une période de paix commence alors pour l’alliance des Humains, des Hauts-Elfes et des Nains mais, faute d'avoir un ennemi commun, celle-ci commence à se fissurer. Peu avant les événements du jeu, un ancien esclave appelé Thrall et aidé par Grom Hellscream et Orgrim Doomhammer, parvient à lever une armée et à libérer ses congénères du joug des humains,,.

### Personnages
Au cours de la campagne de Warcraft III: Reign of Chaos, le joueur est amené à contrôler successivement des personnages de chacune des quatre races du jeu.
Dans la première partie, il suit le prince Arthas qui tente de défendre le royaume humain de Lordaeron contre une invasion de morts-vivants menés par le nécromancien Kel'Thuzad. Dans sa lutte, il est aidé par la magicienne Jaina Proudmoore et par le nain Muradin Bronzebeard. Dans la deuxième campagne, Arthas devient un chevalier mort-vivant au service du Roi Liche et du démon Tichondrius, dont le but est de faire revenir la Légion Ardente dans le monde d’Azeroth. Dans la troisième campagne, le joueur suit le chef de guerre de la horde Thrall et son ami Grom Hellscream après leur arrivée sur le continent de Kalimdor, où ils font connaissance avec le chef Tauren, Cairne Bloodhoof, qui les aident à se libérer de l’influence du démon Mannoroth. Dans la dernière partie, le joueur contrôle les Elfes de la Nuit commandés par Tyrande Whisperwind, qui cherche à réveiller le druide Malfurion Stormrage et à libérer son frère, Illidan Stormrage, pour l’aider à lutter contre la Légion Ardente, menée par le démon Archimonde, qui menace d’envahir Kalimdor,.

### Scénario
La campagne de Warcraft III est divisée en cinq parties, la première étant un tutoriel et les quatre suivantes correspondant chacune à une race du jeu. Le joueur suit d’abord le chef orc Thrall après qu’il a eu une vision qui annonce le retour de la Légion Ardente. À la suite d'une rencontre avec Le Prophète, il décide de conduire la horde au travers de la grande mer jusqu'à la région oubliée de Kalimdor,. Le joueur suit ensuite le jeune paladin Arthas, prince de Lordaeron, alors qu’il tente de défendre le royaume de son père contre un fléau transformant les humains en morts-vivants. Celui-ci est aidé par une jeune magicienne appelée Jaina Proudmoore avec qui il réussit à tuer Kel'Thuzad, le nécromancien responsable de ce fléau, mais celle-ci l'abandonne lorsqu’Arthas se lance dans la purge des habitants de Stratholme contaminés par le fléau. Jaina décide alors de suivre les conseils du Prophète et de partir pour Kalimdor. De son côté, Arthas poursuit le démon Mal'Ganis, l'instigateur de Kel'Thuzad, jusqu’au continent glacé de Northrend. Il y retrouve Muradin Bronzebeard qu’il aide à retrouver une puissante épée – Frostmourne - dont l'influence maléfique termine de corrompre l'âme d'Arthas. Sous l'emprise de cette dernière, qui se révèle avoir été forgé par le Roi Liche, Arthas laisse pour mort Muradin avant d'abandonner ses hommes et de retourner à Lordaeron pour tuer son père, le roi Terenas.
Dans la deuxième campagne, Arthas est devenu un chevalier de la mort sous les ordres du démon Tichondrius qui lui demande d’exhumer les restes de Kel'Thuzad et de les amener jusqu’au royaume des hauts-elfes de Quel'thalas. Après avoir détruit leur capitale Silvermoon, Arthas corrompt leur puits sacré avant de ressusciter Kel'Thuzad sous la forme d’une liche. Celui-ci lui apprend l’arrivée imminente de la Légion Ardente, dont le Fléau mort-vivant n’est que l’avant-garde, avant d’ouvrir un portail dimensionnel par lequel arrive le démon Archimonde et ses légions. Kel'Thuzad révèle alors à Arthas que le Roi-Liche souhaite en réalité détruire la Légion Ardente et que l’ouverture du portail fait partie de son plan.
La troisième campagne voit le chef de guerre orc Thrall arriver sur le continent de Kalimdor. Il y rencontre le chef tauren Cairne Bloodhoof qu’il aide à combattre les centaures. Les deux alliés partent ensuite à la recherche de l’Oracle laissant Grom Hellscream et son clan en arrière afin d’établir une colonie. Cependant, en défrichant une ancienne forêt, celui-ci s’attire les foudres des elfes de la nuit et de leur demi-dieu Cenarius. Pour le battre, Grom Hellscream et ses troupes boivent l’eau d’une fontaine corrompue par le sang du démon Mannoroth leur permettant de décupler leurs forces, mais les condamnant à servir la Légion Ardente. Pendant ce temps, Thrall réussit à trouver l’Oracle, qui se trouve être le Prophète, qui le prévient de ce qui est arrivé à Grom Hellscream. En s’alliant avec Jaina Proudmoore, il réussit à purger son ami de l’influence démoniaque. Grom Hellscream parvient finalement à tuer le démon Mannoroth et à libérer définitivement les orcs de l’influence démoniaque, mais est mortellement blessé lors de l’affrontement.
Dans la dernière campagne, le joueur suit l’elfe de la nuit Tyrande Whisperwind alors qu’elle tente de défendre son royaume contre l’intrusion des orcs et des humains. Elle découvre finalement que la Légion Ardente menace d’envahir Kalimdor et elle décide de réveiller les druides elfes depuis longtemps endormis (en commençant par Malfurion Stormrage), afin de combattre les démons. Malgré les avertissements de Malfurion, elle libère également le frère de celui-ci (Illidan Stormrage) de sa prison. Celui-ci rencontre Arthas qui lui parle d’un puissant artefact, appelé Crâne de Gul'dan, qu’il utilise pour devenir plus puissant et tuer le démon Tichondrius. Devenu lui-même un démon, il est banni de la forêt par son frère. Le Prophète révèle alors à Thrall, Jaina, Tyrande et Malfurion qu’il est en fait Medivh, le dernier gardien qui avait trahi les humains dans Warcraft: Orcs and Humans. Les humains, les orcs et les elfes de la nuit s’allient alors contre la légion ardente et réussissent finalement à détruire Archimonde.

## Système de jeu
Warcraft III est un jeu vidéo de stratégie en temps réel (STR) dont le principe de base est similaire à celui des précédents titres de la série Warcraft. Le joueur doit collecter des ressources lui permettant de développer sa base et de créer une armée capable de défaire l’armée adverse et de détruire sa base,. Le système de jeu de Warcraft III se distingue néanmoins de celui de ses prédécesseurs par l’ajout d’un système de héros inspiré des jeux de rôles et par l’introduction sur les différentes cartes du jeu de créatures et de bâtiments neutres avec lesquels les héros peuvent interagir pour gagner de l’expérience ou acheter des objets ou des mercenaires,. Le jeu introduit également un cycle de jour et de nuit ayant une influence sur la partie, certaines unités pouvant par exemple devenir invisibles la nuit.
En plus des humains et des orcs déjà présents dans Warcraft II, deux nouvelles races font leur apparition : les elfes de la nuit et les morts-vivants, portant ainsi à quatre le nombre de races jouables. Comme dans Starcraft les quatre races sont complètement différentes, chacune d’elles disposant de caractéristiques, d’unités et de héros spécifiques. L’armée de l'alliance humaine est ainsi très polyvalente, avec un bon équilibre entre les troupes terrestres et aériennes, et dispose d’excellentes armes de siège et de puissants lanceurs de sorts. De leur côté, les orcs disposent des unités de corps à corps les plus puissantes du jeu mais sont en contrepartie plus faibles dans les combats à distance ou aériens. À l’inverse, les elfes de la nuit disposent de troupes très mobiles qui excellent dans le combat à distance et la magie mais qui n'ont pas la résistance des unités des autres races. Enfin les morts-vivants forment une race équilibrée, avec de bonnes unités terrestres et aériennes, qui se distingue par la nature de ses lanceurs de sorts qui sont capables de ressusciter les morts.

### Économie
Basé sur le même principe que son prédécesseur, Warcraft III demande au joueur de collecter des ressources pour développer sa base et créer des troupes armées. Le joueur dispose comme dans Warcraft II d’un bâtiment principal qui peut être amélioré pour débloquer des unités plus avancées et pour permettre au joueur de créer des héros supplémentaires. Celui-ci permet de former des ouvriers pouvant récolter de l’or ou du bois, mais aussi construire et réparer des bâtiments. L'exploitation des ressources se fait différemment selon les factions et leurs ouvriers respectifs disposent de capacités spécifiques,. Ainsi, les ouvriers humains et orcs doivent faire des allers-retours entre leur base et une mine ou une forêt pour récolter l'or et le bois. Chez les elfes de la nuit, la récolte des ressources ne nécessite pas de va-et-vient et l'arbre de vie (le bâtiment principal) doit étrangler une mine avant d'y envoyer des ouvriers, ces derniers y étant alors en sécurité. De leur côté, les morts-vivants doivent recouvrir la mine d'une structure spécifique et il suffit ensuite à leurs ouvriers de rester à côté de celle-ci pour récolter de l'or. Ces derniers ne peuvent en revanche pas couper du bois et c'est donc leurs unités combattantes de base, les goules, qui s'en chargent. Certains ouvriers disposent également de capacités spécifiques. Ainsi, les ouvriers humains peuvent travailler à plusieurs sur un bâtiment pour en accélérer la construction et se transformer en milice armée en cas de besoin. De leur côté, les ouvriers morts-vivants se contentent d’invoquer les bâtiments qu’ils peuvent revendre en cas de besoin, et les ouvriers elfes de la nuit récoltent le bois sans même couper d’arbres.
Comme dans les précédents jeux de stratégie en temps réel développés par le studio, le joueur doit également gérer l’approvisionnement en nourriture de ses troupes en construisant des fermes (ou leurs équivalents). Comme les ouvriers, celles-ci disposent de caractéristiques spécifiques selon la faction. Les fermes orcs permettent par exemple d’abriter des ouvriers qui peuvent alors tirer des flèches sur leurs ennemis, les fermes des elfes de la nuit permettent de soigner ou de régénérer le mana des unités ou héros alliés et les fermes des morts-vivants peuvent être transformées en bâtiments défensifs,,. Warcraft III introduit également un nouveau système d’entretien des troupes, réduisant les revenus en or du joueur lorsque sa population dépasse certains seuils.

### Héros
Trois héros différents sont disponibles pour chaque race. Chacun d’eux possède ses propres sorts et est caractérisé par trois attributs : la force, l’agilité et l'intelligence. Comme dans un jeu de rôle, pour chaque ennemi tué, le héros acquiert des points d’expérience lui permettant de gagner des niveaux. À chaque passage au niveau supérieur, les caractéristiques du héros s'améliorent, ses points de vie et son mana (son énergie magique) augmentent et il gagne un point de compétence qu'il peut utiliser pour apprendre ou améliorer un sort. Chaque héros possède trois compétences, qu'il peut apprendre au fur et à mesure qu'il gagne des niveaux, ainsi que d'un sort ultime qui ne peut être appris qu'à partir du niveau six et qui ne peut être amélioré,.
Les sorts sont spécifiques à chaque héros, le maître-lame orc peut par exemple devenir invisible, se dédoubler ou avoir une chance de faire un coup critique alors que l’archimage humain peut augmenter la vitesse de récupération de mana de ses alliés, invoquer des élémentaires ou déclencher un blizzard qui touche toutes les unités d’une zone choisie,. Les héros peuvent également porter jusqu'à six objets que le joueur peut trouver en tuant certaines créatures, ou qu’il peut acheter dans une des boutiques. Dans la campagne du jeu, les héros sont mis à disposition du joueur en fonction du scénario et ils conservent leur niveau d'une mission à l'autre. En mode escarmouche, les héros peuvent être recrutés dans un bâtiment spécifique et ils reviennent au niveau un à chaque nouvelle partie. Le premier héros est gratuit, mais pour recruter un héros supplémentaire, le joueur doit au préalable améliorer son hôtel de ville et payer une certaine quantité d'or et de bois,.

### Unités et bâtiments neutres
En plus d’un système de héros, Warcraft III introduit sur les différentes cartes du jeu des unités et bâtiments neutres. Les unités neutres (communément appelé « creep ») sont des groupes de créatures disséminés à différents emplacements de la carte que le joueur peut tuer afin de faire gagner à ses héros de l’expérience ou des objets magiques, ces créatures étant souvent placées à des endroits stratégiques de la carte. Le joueur peut également les combattre afin de gagner l’accès à une mine d’or ou à des bâtiments neutres,.
Les bâtiments neutres sont des bâtiments que n’importe quel joueur peut utiliser en plaçant une unité ou un héros à côté de celui-ci. Plusieurs types de ces bâtiments sont disponibles dans le jeu comme la boutique et le laboratoire des gobelins, les camps de mercenaires ou les fontaines de santé et de mana,. La boutique permet à un héros d’acheter un certain nombre d’objets magiques. Le laboratoire permet au joueur d’acquérir des unités spéciales comme un shredder, capable de récolter le bois beaucoup plus vite que les ouvriers standards, ou un zeppelin permettant de transporter des unités. De son côté, le camp de mercenaires donne accès à différentes unités de combat, alors que les fontaines permettent aux unités biologiques proches de régénérer leurs points de vie ou de mana plus rapidement.

### Interface
L’interface de Warcraft III est très proche de l’interface de StarCraft. Comme dans celui-ci, l’écran est divisé en plusieurs parties et on retrouve au milieu de celui-ci la zone du territoire sur laquelle opère le joueur. En haut à droite se trouvent toujours les compteurs de ressources indiquant la quantité d’or et de bois dont le joueur dispose, ainsi que sa population et son niveau d’entretien. En haut au centre apparaît désormais une sorte d’horloge donnant des indications sur le cycle jour/nuit.
En haut à gauche se trouvent les liens vers le menu, vers le journal des quêtes consacré à la campagne et vers l’interface d’échange de ressources consacrée au mode multijoueurs par équipe. Juste en dessous s’affichent également les portraits des héros que le joueur possède.
En bas à gauche se situe la mini-carte qui correspond à une carte de l’ensemble du territoire pouvant être exploré par le joueur au cours de la partie. Sélectionner une ou plusieurs unités fait apparaître en bas de l’écran leur statut incluant un portrait de l’unité et sa barre de vie, mais aussi les boutons de commande permettant de leur donner des ordres. En sélectionnant un héros, le joueur fait apparaître sa barre de statut, dont le niveau, les caractéristiques et l’inventaire de celui-ci.

### Modes de jeu
Warcraft III dispose de deux modes de jeu différents. Le mode campagne est constitué d'une trentaine de scénarios divisées en quatre volets dans lesquels le joueur tente d’amener successivement l’alliance, les morts-vivants, les orcs et les elfes de la nuit à la victoire. Les missions s’enchaînent de manière linéaire et le joueur garde ses héros, avec leurs objets et leur niveau d'expérience, d'une missions à l'autre. Chaque scénario propose un certain nombre de quêtes secondaires optionnelles permettant d'acquérir des avantages et comporte certaines originalités. Ainsi, certaines missions conduisent le joueur à accomplir un génocide de villageois, à intercepter des éclaireurs, à protéger un allié, à escorter des convois ou à couper tous les arbres d'une forêt à l'aide de shredders gobelins,.
Le mode escarmouche permet de jouer contre l’intelligence artificielle du jeu indépendamment de la campagne ou contre d’autres joueurs humains (jusqu'à huit joueurs) en LAN ou sur Internet via la plate-forme multijoueurs de Blizzard Entertainment, Battle.net. Celle-ci a été améliorée pour la sortie de Warcraft III et offre par exemple au joueur la possibilité de trouver automatiquement un adversaire ou une équipe à son niveau, pour un match dont le résultat influe sur le classement des joueurs sur le serveur. Par rapport aux titres précédents de Blizzard Entertainment, de nouveaux serveurs localisés ont été ajoutés pour les principales régions du monde,. Comme Warcraft II et StarCraft, un éditeur est fourni avec le jeu et permet de créer de nouvelles cartes ou scénarios pouvant être joués dans le mode escarmouche contre l’IA ou en multijoueurs sur Battle.net.

### Configuration matérielle
Pour faire fonctionner le jeu, la configuration materielle suivante est minimale : Pentium II 400 MHz - 128 Mo de RAM - Carte vidéo de 8 Mo compatible Direct X 8.1 (TNT, i810, Voodoo 3, Rage 128, équivalent ou mieux) - 700 Mo de disponibles sur le disque dur - lecteur CD-ROM 4x. Il est recommandé d'avoir un processeur 600 MHZ, 256 Mo de RAM, une carte vidéo 3D de 32 Mo et une carte son compatible Direct X 8.1.
Au niveau logiciel windows 98, 2000, ME et XP sont supportés ; ainsi que Macintosh OS 9.0 et Mac OS X 10.1.3 ou supérieur.
Pour jouer sur internet un modem 28,8 Kbps est nécessaire.

## Développement
« Warcraft III s'appelait au départ Heroes of Warcraft, il s'écartait des STR traditionnels que nous avions déjà lancé à cinq reprises (Warcraft: Orcs and Humans, Warcraft II, StarCraft et leurs extensions) et était en fait un jeu de combat tactique se déroulant dans l'univers de Warcraft. Le jeu évolua en un STR plus classique - tout en gardant son système de héros - après un changement de direction au milieu de son développement – Patrick Wyatt, 15 août 2012. »

### Début du développement

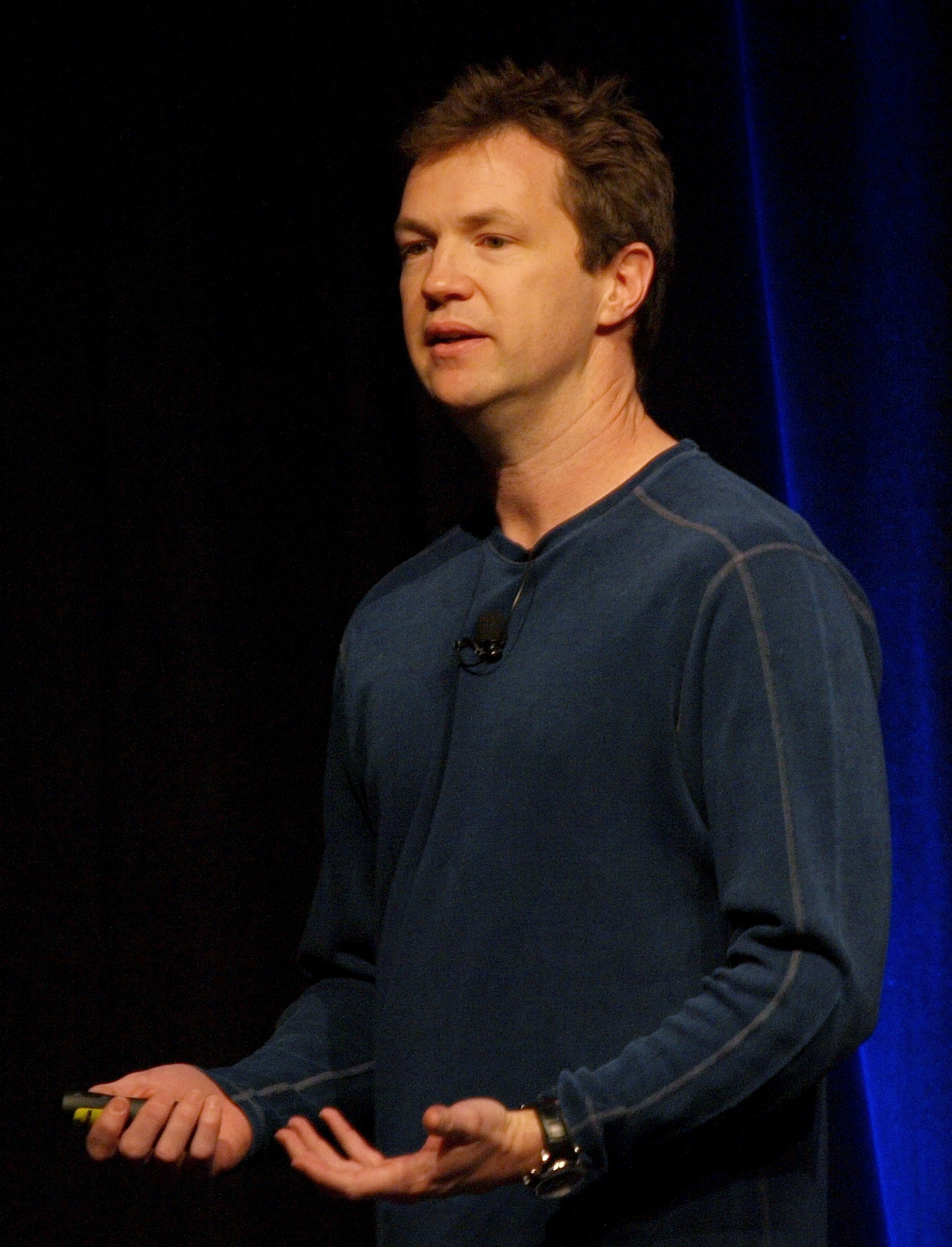
Rob Pardo, lead designer du jeu.

L'équipe de Blizzard Entertainment commence à réfléchir à la suite de Warcraft II dès la fin du développement de StarCraft. La programmation d'un nouveau moteur graphique commence dès avril 1998 et l'équipe au complet commence à travailler sur le jeu dès le 1er janvier 1999. Celui-ci est annoncé le 7 septembre 1999 lors de l’European Computer Trade Show à Londres. Warcraft III est alors présenté comme un jeu de rôle stratégique en trois dimensions mélangeant le système de jeu des précédents Warcraft avec celui de Diablo et mettant l'accent sur l'action plus que sur le développement d'une base,. Ainsi, la vue du dessus de Warcraft II a disparu au profit d'une vue centrée sur les héros comme dans un jeu d'action. Le joueur ne contrôle plus une armée, mais un groupe de héros et les unités qui leur sont rattachées, et les combats se déroulent à une échelle plus réduite, n'impliquant jamais plus de 20 unités.
Comme dans la version finale du jeu, les héros gagnent de l'expérience leur permettant d'apprendre de nouvelles capacités. D'après Rob Pardo, le scénario du jeu doit faire suite à celui de Warcraft Adventures: Lord of the Clans et le personnage de Thrall tient déjà un rôle prépondérant dans l'histoire en redonnant sa liberté et sa dignité à la horde. Le jeu est présenté comme étant déjà jouable et Blizzard Entertainment prévoit une sortie pour fin 2000 en précisant que six factions différentes seront jouables. Néanmoins, seules trois d'entre elles ont déjà été présentées : les orcs, les humains et les démons,,. Dans la version présentée début 2000, le concept reste inchangé. Trente personnes travaillent alors sur le jeu et Blizzard Entertainment prévoit sa sortie pour novembre de la même année. En avril, une nouvelle faction est annoncée : les morts-vivants,.

### Changement du concept
L'équipe de développement se rend compte dans les mois qui suivent que cette première mouture ne correspond pas à leurs attentes et Blizzard Entertainment fait alors évoluer le jeu pour se recentrer sur un concept plus proche des jeux de stratégie en temps réel classiques,,,. Ainsi, dans la version du jeu présentée lors de l'European Computer Trade Show en septembre 2000, l'action n'est plus centrée sur les héros et le jeu se joue en vue du dessus. Les héros gardent néanmoins une certaine importance et Blizzard Entertainment présente les différentes caractéristiques déterminant la puissance de ceux-ci : la force, l'agilité et l'intelligence. En décembre, Blizzard annonce la cinquième faction du jeu, les elfes de la nuit, mais ils renoncent à faire des démons une race jouable peu de temps après. Ceux-ci sont en effet jugés trop puissants, ce qui les rend impossible à équilibrer pour le mode multijoueurs,. Le 1er février 2001, le jeu prend officiellement le nom de WarCraft III: Reign of Chaos.
Blizzard Entertainment lance le bêta-test public le 7 janvier 2002 (date d’ouverture des inscriptions) où 5 000 joueurs sélectionnés aléatoirement peuvent participer à des confrontations sur Battle.net et sont chargés de relever les incohérences et les déséquilibres des mécaniques du jeu,. Le jeu passe en gold le 13 juin, Blizzard annonçant le plus gros lancement de l'histoire des jeux vidéo sur PC avec plus de 4,5 millions d'exemplaires mis en vente, avant d'être finalement publié le 3 juillet.

### Bande originale
La bande originale du jeu a été composée par Tracy Bush, Derek Duke, Jason Hayes et Glenn Stafford.

## Extension et modifications

### Versions
En même temps que la version standard du jeu publiée sur PC et Macintosh le 3 juillet 2002, Blizzard Entertainment a publié une version collector du jeu intitulée Collector's Edition Warcraft III. Celle-ci contient un DVD incluant l'ensemble des cinématiques du jeu ainsi que celles des précédents Warcraft, une bande originale du jeu, un manuel de jeu spécifique, des lithographies et un livre intitulé The Art of Warcraft contenant des illustrations et des commentaires sur le développement du jeu.
Le 10 octobre 2002, le jeu est republié dans un coffret contenant également Warcraft II: Battle.net Edition, le guide du jeu publié par BradyGames et le DVD de la version collector. Le 2 décembre 2002, Blizzard Entertainment a également publié une version de démonstration du jeu. Celle-ci contient deux missions issues du tutoriel du jeu, ainsi que trois missions exclusives racontant la fuite de la Horde vers Kalimdor, missions qui seront incluses dans l’extension du jeu. La version de démonstration donne également accès à trois cartes multijoueurs permettant de tester le jeu en ligne sur Battle.net,. Le 19 septembre 2003, le jeu est republié sous la forme d’un coffret intitulé Warcraft III Battle Chest incluant également l’extension The Frozen Throne et les deux guides de jeux correspondants publiés par BradyGames.
Warcraft III est également disponible dans la collection Best Sellers Series depuis le 2 septembre 2005. Depuis mai 2008, le jeu est disponible en téléchargement numérique sur la boutique en ligne de Blizzard Entertainment.
En mars 2016, Blizzard a sorti un patch pour assurer la compatibilité avec les systèmes récents.

### Extension
Un an après la sortie de Warcraft III: Reign of Chaos, le 1er juillet 2003 aux États-Unis et le 4 juillet en Europe, Blizzard Entertainment publie l'extension Warcraft III: The Frozen Throne. Celle-ci intègre trois nouvelles campagnes faisant suite au scénario du jeu original et permettant au joueur d’incarner successivement les Elfes de la Nuit, l’Alliance puis les Morts-Vivants. L’extension inclut également une campagne bonus dans laquelle le joueur ne contrôle que des héros et qui raconte la suite de la colonisation de Kalimdor par la Horde. Au cours de ces campagnes, plusieurs nouvelles factions font leur apparition. Ainsi, les Elfes de Sang remplacent les Hauts-Elfes au sein de l’Alliance et le joueur est amené à combattre deux factions non jouables : les Nagas et les Draeneï.
Chaque faction se voit dotée de nouveaux types de troupes, disponibles aussi bien dans la campagne qu’en mode multijoueurs, et certaines unités existantes gagnent de nouvelles capacités. Chaque race dispose également d’un héros supplémentaire et les joueurs peuvent maintenant recruter des héros mercenaires dans un nouveau bâtiment neutre. Chaque faction se voit aussi dotée d'une boutique, permettant d’acheter des objets, et de nouveaux bâtiments défensifs font leur apparition pour aider les joueurs à repousser les rushs de héros. La campagne permet enfin de découvrir trois nouveaux environnements peuplés d’une multitude de nouvelles unités neutres et les combats navals font leur retour dans certaines missions.

### Defense of the Ancients
Dès la sortie du jeu, Blizzard Entertainment met à disposition des joueurs l'éditeur de niveaux (Worldedit) ayant servi à l'élaboration de la campagne de Warcraft III. Celui-ci permet notamment aux joueurs de créer des cartes personnalisées dont le système de jeu diffère de celui de Warcraft III et qui peuvent être partagées via Battle.net. Certaines de ces cartes deviennent particulièrement populaires, plus de dix millions de joueurs ayant essayé la plus célèbre d’entre elles intitulée Defense of the Ancients. Dans celle-ci, deux équipes de cinq joueurs (chaque joueur contrôlant un héros) s’affrontent dans le but de détruire un bâtiment situé dans la base adverse. Chaque base est défendue par des tours et des unités. Comme dans Warcraft III, les héros acquièrent de l’expérience leur permettant de gagner des niveaux pour se renforcer et apprendre de nouvelles capacités. Ces héros peuvent également ramasser ou acheter des objets qui améliorent leurs capacités ou leur octroient de nouveaux sorts. La popularité de Defense of the Ancients a notamment permis à ce dernier de faire partie des compétitions officielles des World Cyber Games et a inspiré un certain nombre de jeux développés par des studios professionnels comme Demigod, Heroes of Newerth ou League of Legends, ce dernier connaissant un important succès avec plus de quinze millions de comptes créés. Une suite, intitulée DotA 2 et développée par Valve Corporation, a été publié en 2013, Blizzard Entertainment ayant également annoncé un nouveau jeu basé sur son système de jeu intitulé Heroes of the Storm,.

## Accueil
| Warcraft III: Reign of Chaos |      |        |
| Média                        | Nat. | Notes  |
| AllGame                      | US   | 4/5    |
| Computer Gaming World        | US   | 4/5    |
| Eurogamer                    | US   | 9/10   |
| Game Revolution              | US   | A-     |
| GameSpot                     | US   | 93 %   |
| Gamekult                     | FR   | 9/10   |
| Gen4                         | FR   | 95 %   |
| IGN                          | US   | 93 %   |
| Jeuxvideo.com                | FR   | 18/20  |
| Jeux vidéo Magazine          | FR   | 17/20  |
| Joystick                     | FR   | 90 %   |
| PC Gamer UK                  | GB   | 90 %   |
| Compilations de notes        |      |        |
| Metacritic                   | US   | 92 %   |
| GameRankings                 | US   | 93,1 % |

### Ventes
Le jeu connaît un important succès commercial avec 4,4 millions d'exemplaires mis en vente et un million de jeux vendus moins d'un mois après sa sortie, dépassant Diablo II et son extension, et devenant ainsi le jeu PC le plus rapidement vendu de tous les temps. Le 29 mai 2003, Blizzard Entertainment annonce avoir vendu plus de trois millions d'exemplaires de Warcraft III: Reign of Chaos.

### Critiques
Warcraft III a été accueilli de manière très enthousiaste par les critiques spécialisées comme le montrent les notes globales de 92 % et 93 % calculées par les sites Metacritic et GameRankings,. À la sortie du jeu, c’est d’abord son nouveau moteur graphique qui est mis en avant. La majorité des critiques notent en effet que, contrairement aux précédents titres développés par Blizzard Entertainment, celui-ci est entièrement en trois dimensions. Bien que certaines critiques précisent que cette évolution n’apporte rien de révolutionnaire au gameplay, elles s’accordent pour dire que le passage à la 3D est très réussi et que le jeu évite les écueils rencontrés par d’autres séries comme Command and Conquer,. Le résultat est jugé magnifique, les critiques soulignant la qualité des animations et le niveau de détail qui rendent le jeu très vivant. Les critiques ont également apprécié les scènes cinématiques en rendu 3D. Celles-ci sont jugées superbes et dignes d’un film, certaines critiques notant que dans ce domaine, Blizzard Entertainment parvient même à surpasser la qualité des cinématiques créées par Square pour Final Fantasy X,. Les effets sonores et la musique sont également mis en avant par la presse spécialisée qui note, que comme d’habitude, pour les jeux de la firme basée à Irvine, ceux-ci sont simplement parfaits,.
La plupart des critiques sont d'accord pour dire que le système de jeu est dans la droite lignée de celui de son prédécesseur, mais que Blizzard Entertainment parvient à se renouveler en y introduisant de nouveaux éléments de gameplay. L’introduction d’un système de héros inspiré des jeux de rôle est jugée comme étant la principale innovation du jeu, la plupart des critiques notant que ceux-ci ont une importance stratégique aussi bien en solo qu’en multijoueurs. Il est ajouté que ce système introduit une dimension supplémentaire au genre en incitant le joueur à utiliser les héros dès le début de la partie pour gagner de l’expérience ou prendre le contrôle de bâtiments neutres disséminés sur la carte,. L’introduction de deux nouvelles factions est également bien accueillie, les critiques appréciant le fait que chacune d’elles soit unique et dispose de ses propres forces et faiblesses,. D’autres innovations sont mises en avant dans les différents tests du jeu, comme l’introduction d’un système d’entretien limitant les revenus en or des joueurs dépassant une certaine population. Si certaines critiques considèrent ce système comme frustrant, d’autres le jugent comme parfaitement adapté au système de jeu de Warcraft III, visant à limiter le nombre d’unités,.
La campagne du jeu est également jugée comme une réussite. Le test de GameSpot note par exemple que les quatre actes de la campagne proposent des missions variées et originales et que le scénario est « prenant, divertissant et mémorable ». Le test du site IGN juge au contraire que les objectifs ne sont pas toujours très originaux, mais note que les missions sont suffisamment bien faites pour rendre la campagne intéressante,,. Le mode multijoueurs est jugé comme étant excellent, notamment grâce aux améliorations apportées à Battle.net. Son système de classement - qui permet au joueur de trouver facilement des adversaires à son niveau - est notamment mis en avant par les critiques, le site GameSpot notant qu'il contribue fortement à faire de Warcraft III le jeu de stratégie pour lequel il est le plus simple de jouer en ligne,.

### Récompenses
Le jeu est récompensé à de nombreuses reprises en 2002 par des sites et des magazines spécialisés. Il obtient notamment plus de six titres de « meilleur jeu sur PC de l’année » dont celui décerné par le site GameSpot qui note que Warcraft III a fait l'unanimité dans la rédaction et qu'il constitue un des meilleurs titres de Blizzard Entertainment avec les classiques que sont Warcraft II, StarCraft et Diablo. Le jeu obtient également plusieurs titres de « meilleur jeu de stratégie sur PC de l’année » dont ceux décernés par le magazine PC Gamer et le site Game Revolution. Il est aussi plébiscité par les joueurs qui le désignent comme le « meilleur jeu sur PC de l’année » lors des sondages organisés par le magazine GamePro et par les sites GameSpot et GameSpy. Warcraft III est également récompensé à plusieurs reprises pour la qualité de ses cinématiques qui sont jugées comme étant les « meilleures cinématiques de l’année » par les sites IGN et GameSpy, ainsi que par le comité des International 3D Awards.
Warcraft III apparaît à la 97e position dans le classement 2006 des lecteurs des « 100 meilleurs jeux de tous les temps » du site IGN. En 2011, le site le classe également 17e dans sa liste des meilleurs jeux récents, notant que celui-ci est non seulement un des meilleurs jeux sur PC, mais aussi un des meilleurs jeux vidéo toutes plates-formes confondues. Le jeu apparaît également dans le livre de Tony Mott, 1001 Video Games You Must Play Before You Die, dans lequel il est décrit comme le « STR définitif ».
L'un des personnages du jeu, Arthas Menethil, apparaît à la troisième position du classement des 25 meilleurs nouveaux personnages de la décade, publié par le site GamesRadar+. Le site place également une des cartes du jeu à la troisième position dans un classement des meilleurs cartes multijoueurs de tous les temps.

## Postérité
Le 22 janvier 2003, Blizzard Entertainment annonce la sortie de l’extension Warcraft III: The Frozen Throne. En plus d'une nouvelle campagne qui poursuit le scénario commencé avec Warcraft III, celle-ci ajoute entre autres de nouvelles unités et de nouveaux héros pour chaque race, ainsi que des héros neutres pouvant être recrutés dans un nouveau bâtiment neutre. L’extension est publiée par Blizzard Entertainment le 1er juillet 2003 aux États-Unis et le 4 juillet en Europe. Comme le jeu original, il est bien accueilli par la presse spécialisée et connaît un certain succès commercial. Il se vend ainsi à plus d’un million d’exemplaires en moins de deux mois et a depuis dépassé les 3,5 millions d'exemplaires vendus dans le monde,.

### Influences
Le succès de Warcraft III a également influencé un certain nombre de développeurs qui utilisent un système de héros similaire dans des jeux comme Age of Mythology en 2002 ou Le Seigneur des Anneaux : La Guerre de l'Anneau en 2003,.

### Sport électronique
Dès 2003, Warcraft III est à l’affiche des compétitions officielles des World Cyber Games et des Electronic Sports World Cup aux côtés de jeux comme Counter-Strike, Quake III Arena et StarCraft,. Comme ce dernier, Warcraft III a été particulièrement populaire en Corée du Sud où les meilleurs joueurs intègrent des équipes professionnelles et s’affrontent dans des compétitions dont les matchs sont diffusés sur la chaîne de télévision MBC Game,. Les meilleurs d'entre eux, comme le sud-coréen Jae Ho Jang (connu sous le pseudonyme Moon), peuvent ainsi décrocher d’importants contrats publicitaires leur rapportant parfois plus de 100 000 dollars par an,. Le jeu a également été particulièrement populaire en Chine où une ligue professionnelle par équipe a notamment été organisée par le gouvernement chinois,.

### Produits dérivés
L’univers de Warcraft a été adapté en une série de romans. Le premier intitulé Warcraft : Le Jour du dragon a été publié en février 2001 et raconte des événements se déroulant entre le deuxième et le troisième volet de la série. D’autres, comme Tides of Darkness ou Beyond the Dark Portal, retracent l’histoire des jeux d’un autre point de vue, le roman Warcraft : Le Chef de la rébellion reprenant notamment le scénario de Warcraft Adventures: Lord of the Clans qui devait servir de prélude au scénario de Warcraft III, mais qui a été annulé,.
L'univers du jeu a également été adapté dans des séries de bandes dessinées comme The Sunwell Trilogy, écrit par Richard Knaak et illustré par Kim Jae-hwan,.
En 2003, Blizzard Entertainment s’est associé avec Fantasy Flight Games pour créer un jeu de plateau inspiré de Warcraft III et dans lequel chaque joueur contrôle l'une des quatre factions du jeu vidéo. Comme dans ce dernier, les joueurs doivent collecter des ressources, développer leur base et entraîner des troupes qu'ils peuvent ensuite déplacer sur le champ de bataille,. En 2004, le jeu a bénéficié d'une extension intitulée WarCraft: The Board Game Expansion Set qui inclut de nouvelles règles et options stratégiques.
En 2003, l'univers du jeu a également été adapté en un jeu de rôle baptisé Warcraft: The Roleplaying Game dont la première édition est conçue comme un supplément de Donjons et Dragons. Après la sortie de World of Warcraft en 2004, d'autres produits dérivés basés sur l’univers de Warcraft font leur apparition comme un nouveau jeu de plateau publié par Fantasy Flight Games en 2005 et baptisé World of Warcraft: The Board Game ou un jeu de cartes intitulé World of Warcraft Trading Card Game, qui est publié par Upper Deck en 2006,.
Un film basé sur l'univers du jeu est également mis en production en 2011,. Intitulé Warcraft : Le Commencement, il est réalisé par Duncan Jones et sort en 2016.

### Warcraft III Reforged
Une version remastérisée de Warcraft III est annoncée début septembre 2015.
En novembre 2018, lors de la Blizzcon, les équipes Blizzard dévoilent quelques images de cette nouvelle version Warcraft III: Reforged prévue pour l'été 2019. Cette version comprend des graphismes plus détaillés et des cartes modernisées. Prévu à l'origine pour décembre 2019, elle sortira finalement le 29 janvier 2020.
Warcraft III Reforged est donc noté par joueurs à sa sortie avec 0,5 de note utilisateurs sur Metacritic, ce qui en fait l'une des plus basses notes jamais donnée à un jeu sur l’agrégateur, les joueurs reprochant à Blizzard des promesses non tenues, des modes de jeu supprimés, la mainmise de Blizzard sur les créations des joueurs et le passage forcé via un patch à la version Reforged (sauf les textures) pour les utilisateurs de Warcraft III Classic via Battle.net. L'accueil de la presse est également mitigé avec un metascore de 59, ce qui est faible pour un jeu Blizzard, la société américaine étant jusque là réputée pour produire des jeux encensés par la critique.

### Suite
En plus de sa série de jeux de stratégie en temps réel, la franchise Warcraft inclut également le MMORPG World of Warcraft. Publié le 23 novembre 2004, celui-ci reste un des jeux les plus populaires dans le monde avec plus de onze millions d'abonnés en 2011,. Un jeu de cartes à collectionner en ligne inspiré de l'univers du jeu est également disponible, baptisé Hearthstone: Heroes of Warcraft, celui-ci est sortie le 1er mars  2014.